# オザーク郡 (ミズーリ州)
オザーク郡（英: Ozark County）は、アメリカ合衆国ミズーリ州の南部に位置する郡である。2010年国勢調査での人口は9,723人であり、2000年の9,542人から1.9％増加した。郡庁所在地はゲインズビル市（人口773人）であり、同郡で人口最大の都市でもある。オザーク郡は1841年1月29日に組織化され、郡名はオザーク高原に因んで名付けられた。1843年から1845年までは、スティーヴン・ディケーター海軍代将に因んでディケーター郡と呼ばれていた。

## 地理
アメリカ合衆国国勢調査局に拠れば、郡域全面積は755.07平方マイル (1,955.6 km2)であり、このうち陸地742.15平方マイル (1,922.2 km2)、水域は12.92平方マイル (33.5 km2)で水域率は1.71％である。

### 主要高規格道路
- アメリカ国道160号線
- ミズーリ州道5号線
- ミズーリ州道95号線
- ミズーリ州道181号線

### 隣接する郡
- ダグラス郡 - 北
- ハウェル郡 - 東
- フルトン郡 (アーカンソー州) - 南東
- バクスター郡 (アーカンソー州) - 南
- マリオン郡 (アーカンソー州) - 南西
- トーニー郡 - 西

### 国立保護地域
- マーク・トウェイン国立の森（部分）

## 人口動態
以下は2000年の国勢調査による人口統計データである。
| 基礎データ - 人口: 9,542人 - 世帯数: 3,950 世帯 - 家族数: 2,855 家族 - 人口密度: 5人/km2（13人/mi2） - 住居数: 5,114軒 - 住居密度: 3軒/km2（7軒/mi2） 人種別人口構成 - 白人: 97.57% - アフリカン・アメリカン: 0.15% - ネイティブ・アメリカン: 0.65% - アジア人: 0.08% - その他の人種: 0.19% - 混血: 1.36% - ヒスパニック・ラテン系: 0.94% 先祖による構成 - アメリカ人：28.6％ - ドイツ系：15.9％ - イギリス系：12.1％ - アイルランド系：11.4％ 年齢別人口構成 - 18歳未満: 22.1% - 18-24歳: 6.9% - 25-44歳: 22.8% - 45-64歳: 28.7% - 65歳以上: 19.5% - 年齢の中央値: 44歳 - 性比（女性100人あたり男性の人口） - 総人口: 98.1 - 18歳以上: 96.3 | 世帯と家族（対世帯数） - 18歳未満の子供がいる: 26.2% - 結婚・同居している夫婦: 62.2% - 未婚・離婚・死別女性が世帯主: 6.9% - 非家族世帯: 27.7% - 単身世帯: 24.4% - 65歳以上の老人1人暮らし: 13.7% - 平均構成人数 - 世帯: 2.40人 - 家族: 2.81人 収入と家計 - 収入の中央値 - 世帯: 31,508米ドル - 家族: 36,622米ドル - 性別 - 男性: 21,685米ドル - 女性: 17,312米ドル - 人口1人あたり収入: 17,302米ドル - 貧困線以下 - 対人口: 21.6% - 対家族数: 16.1% - 18歳未満: 30.8% - 65歳以上: 17.2% |

## 教育
オザーク郡の25歳以上の住民のうち、73.0％は高校卒以上の学歴を持ち、8.3％は学士以上の学位を持っている。

## 宗教
2000年宗教データアーカイブ協会郡別信徒報告書に拠れば、オザーク郡は福音主義プロテスタントが最多数を占めるバイブル・ベルトにある。最も多い会派は南部バプテスト連盟の25.79％、続いてチャーチズ・オブ・クライストの24.83％、アッセンブリーズ・オブ・ゴッドの17.07％である。

## 都市と町
| - アルマーサ - ベイカーズフィールド - ブリクシー - ドーラ - ダギンズビル - エリジャー | - ファイル - ゲインズビル - 郡庁所在地 - ハモンド - ハードンビル - ハワーズリッジ - イザベラ | - ロングラン - ルーティ - マンモス - ノーブル - ノッティングヒル - オーシー - ポンティアック | - ロックブリッジ - ロマンス - サウダー - サンダウン - シカモア - テクムセ | - セオドシア - ソーンフィールド - トレイル - ユードール - ワソラ - ウィルホイト | - ザノニ |  |

## 政治

### 地方
オザーク郡の地方レベルでは共和党が大半の政治を支配しており、郡の選挙で選ばれる役職を1人以外は独占している。

#### 国政
大統領選挙のレベルでは州南西部の田園部の郡と同様に、共和党支持の強い地盤である。2000年と2004年の大統領選挙では、ジョージ・W・ブッシュが2対1の票差でオザーク郡を制した。2008年の選挙では、州の田園部にある郡と同様、バラク・オバマよりジョン・マケインを選んだ。オザーク郡では、過去50年以上民主党候補が制したことはない。
オザーク郡は州南西部バイブル・ベルトにある田園部郡と同様、社会的にまた文化的に保守的であり、それが共和党支持の傾向に影響している。2004年の州民投票では、結婚を男と女の結合として定義する州憲法改正案をオザーク郡は82.18％という圧倒的多数で賛成した。州全体でも71％の賛成で可決し、ミズーリ州は同性結婚を禁止する最初の州になった。2006年の州民投票では、胚性幹細胞の研究を予算化し、合法化する憲法改正案が掛けられたが、オザーク郡では51.07％が反対した。州全体では51%の賛成と辛うじて改正が成立し、胚性幹細胞の研究を最初に認めた州の1つになった。郡民は伝統的に社会問題に保守的であるが、最低賃金の増加のような人民主義的施策は支持する傾向にある。やはり2006年の州民投票で最低賃金を時間あたり6.50ドルに増やす命題については、オザーク郡では76.94％が支持した。この命題は州内のどの郡でも支持され、75.94％が賛成した。

#### 2008年大統領予備選挙
2008年の大統領予備選挙で、オザーク郡は二大政党の候補者をどちらも州全体と全国で二位に終わった者を選んだ。民主党の予備選挙ではヒラリー・クリントンが1位となったが、共和党予備選挙では元アーカンソー州知事のマイク・ハッカビーがクリントンより多い得票で1位になった。